# Catholicisme au Cambodge

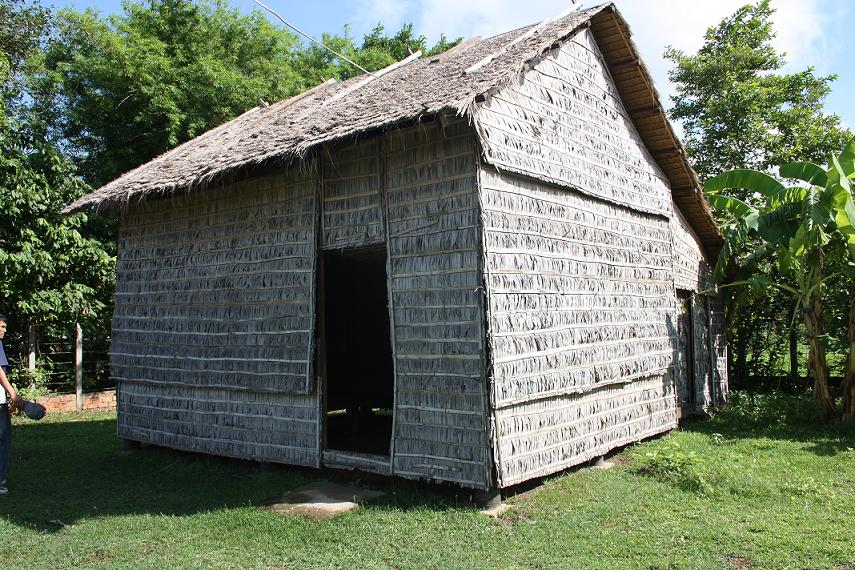
Réplique de la cabane utilisée par le premier évêque cambodgien, Joseph Chhmar Salas, jusqu’à sa mort en 1977.

Le catholicisme est présent au Cambodge depuis le XVIIe siècle. Le catholicisme au Cambodge est organisé en trois juridictions, un vicariat apostolique, Phnom-Penh, et deux préfectures apostoliques, Battambang et Kampong Cham. Il existe en outre, comme dans la plupart des pays où l'Église catholique est présente, une conférence épiscopale, c’est-à-dire une instance de concertation entre les évêques des différents diocèses du Cambodge, qui regroupe également les évêques du Laos voisin : la Conférence épiscopale du Laos et du Cambodge.

## Histoire

### Les débuts
Des missionnaires jésuites, espagnols ou portugais, parcourent la région au XVIe siècle, dont le jésuite espagnol, Fernão Mendes Pinto (1511-1583, SJ), qui visite le Cambodge en 1554. En 1555, Gaspard Da Cruz (1520-1570, OP), réside à la cour. Au XVIIe siècle, Jésuites, Dominicains et Franciscains fondent quelques postes.
« La formule qualifiée en espagnol de patronato (en) et en portugais de padroado, se traduit par un ensemble d’engagements mutuels. Inscrit à partir de la deuxième moitié du XVe siècle dans une série de bulles pontificales, le système du patronage revient à faire légitimer la colonisation par l’Église, et en retour à mettre les moyens humains, matériels et financiers. » : protectorat des missions (en).

### Les missionnaires français
En 1665, l'arrivée du P. Louis Chevreuil, des Missions étrangères de Paris, à Colompé (Phnom Penh) et Pinhalu signe un nouveau départ pour la mission au Cambodge, malgré les difficultés de la mission du fait des troubles de la guerre. En 1768, le père Levavasseur entreprend de nouveau l'évangélisation et traduit un catéchisme en khmer. Ces efforts sont réduits à rien après la dispersion des chrétiens par suite de la guerre avec le Siam et le Vietnam.

### La plantation de l'Église locale
Le 30 août 1850, le vicariat apostolique du Cambodge est érigé. Il recouvre à l'origine le Cambodge et la Cochinchine (sud du Vietnam). Le 3 décembre 1924, le vicariat apostolique du Cambodge devient le vicariat apostolique de Phnom-Penh. Le 26 septembre 1968, ce vicariat apostolique de Phnom-Penh est découpé et deux nouvelles juridictions sont créées. Le nord du pays devient la préfecture apostolique de Battambang alors que l'est du pays devient la préfecture apostolique de Kompong Cham.

### Des massacres de Pol Pot à la renaissance d'une Église khmère
Alors que Joseph Chhmar Salas devient le premier évêque catholique cambodgien en tant que vicaire apostolique de Phnom-Penh de 1976 à 1977, il meurt d'épuisement dans les camps de travail des Khmers rouges, qui sont responsables d'un véritable génocide au Cambodge qui menace de réduire à néant l'Église locale. François Ponchaud, prêtre des Missions étrangères de Paris, est le premier occidental à dénoncer les atrocités commises par le régime communiste de Pol Pot, dans des articles de presse parus dans La Croix les 24 et 25 octobre 1975, et dans Le Monde les 17 et 18 février 1976, puis dans son livre Cambodge : Année Zéro en 1977. Après la chute du régime totalitaire, les chrétiens du Cambodge, soutenus par des missionnaires comme Yves Ramousse, aident l'Église à renaître de ses cendres.

## Situation actuelle

### Statistiques
Le 30 avril 1991 à l’appel d’Emile Destombes, alors représentant de Caritas Internationalis au Cambodge, a lieu à Phnom Penh pour la première fois depuis 15 ans, un synode des communautés chrétiennes. Les responsables des neuf communautés y participent sous la présidence d’Yves Ramousse, ancien vicaire apostolique de Phnom-Penh qui s’aprête à reprendre le poste. Leur témoignage dessine le panorama de l’Église au Cambodge : on comptait 602 familles chrétiennes cambodgiennes soit environ 3 000 baptisés. Dans les camps de réfugiés, il y avait 350 baptisés et autant de catéchumènes adultes. Depuis, l'Église et le nombre de chrétiens sont en forte croissance au Cambodge.
En 2010, l'Église catholique au Cambodge comprenait :
- 46 paroisses,
- 97 prêtres,
- 101 religieuses,
- 22 établissements scolaires,
- 10 organismes de bienfaisance.

La population catholique représentait 21 008 chrétiens, soit 0,14 % de la population.

### Organisation
Les catholiques sont répartis en 3 juridictions, 1 vicariat et 2 préfectures :
- le vicariat apostolique de Phnom-Penh ;
- la préfecture apostolique de Battambang ;
- la préfecture apostolique de Kampong Cham.